# ماريزا الاسيو
ماريزا الاسيو (بالإيطالية: Marisa Allasio)‏ ممثلة إيطالية معتزلة (مواليد 14 يوليو 1936) شاركت في العديد من الأفلام السينمائية في حقبة الخمسينات من القرن العشرين.
ماريزا هي ابنة اللاعب الإيطالي فدريكو الاسيو .

## روابط خارجية
- ماريزا الاسيو على موقع IMDb (الإنجليزية)
- ماريزا الاسيو على موقع روتن توميتوز (الإنجليزية)
- ماريزا الاسيو على موقع ألو سيني (الفرنسية)
- ماريزا الاسيو على موقع أول موفي (الإنجليزية)
- ماريزا الاسيو على موقع قاعدة بيانات الأفلام السويدية (السويدية)
- ماريزا الاسيو على موقع قاعدة بيانات الفيلم (الإنجليزية)
- ماريزا الاسيو على موقع كينوبويسك (الروسية)